# Linia kolejowa nr 918
Linia kolejowa nr 918 – niezelektryfikowana, jednotorowa linia kolejowa łącząca bocznicę szlakową Warszawa Bema (Warszawa Główna Towarowa Bema) ze stacją Warszawa Zachodnia.